# 제인 와이즈너

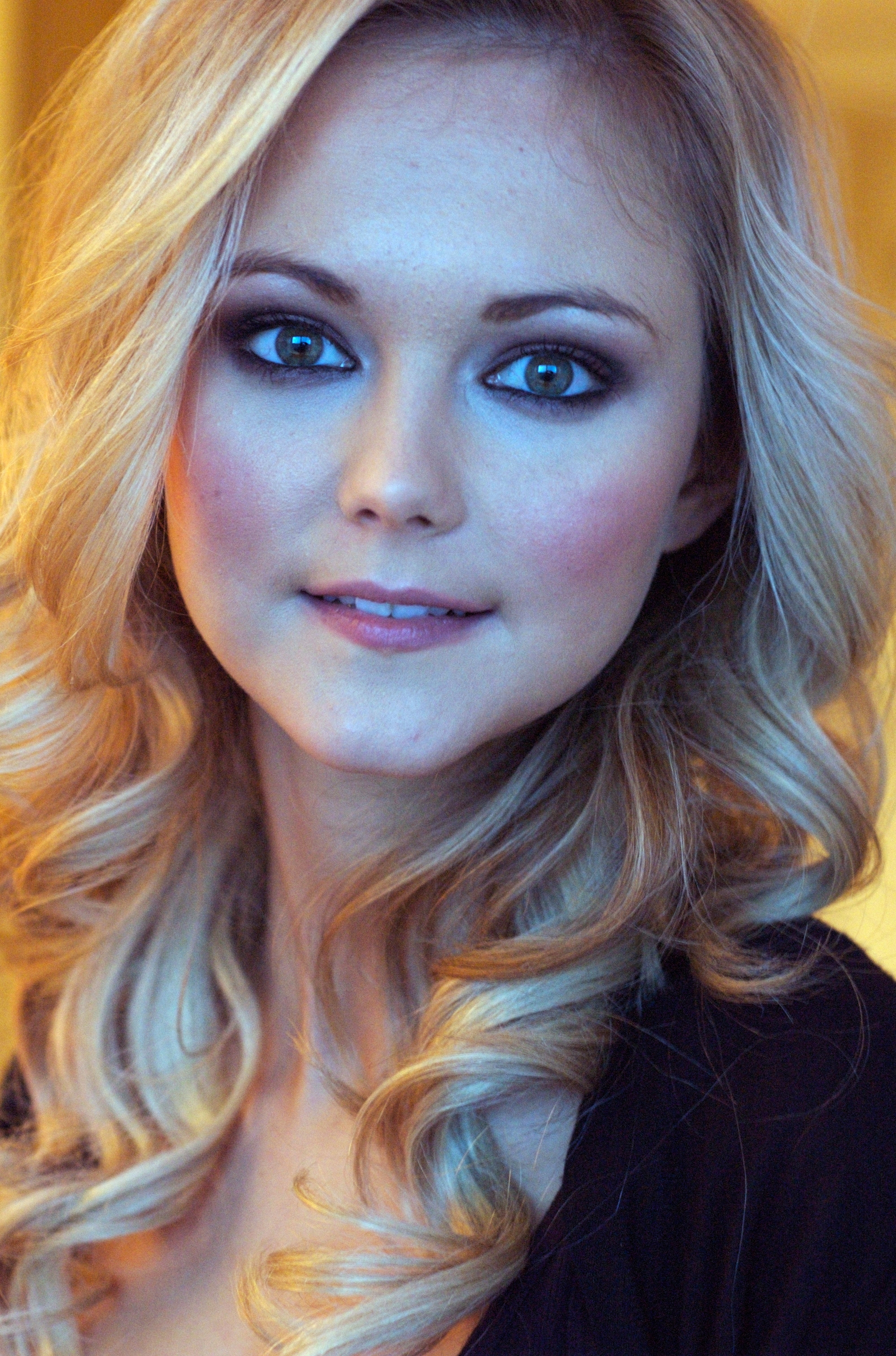

제인 와이즈너(Jayne Wisener, 1987년 5월 19일 ~ )는 아일랜드의 배우, 가수, 연극 배우, 영화배우이다.
밸리머니에서 태어났다.

## 영화
- 제인 에어 (2011년) - 베시 역
- 어 키스 포 제드 우드 (2010년) - 올라 역
- 부기맨 3 (2008년)
- 스위니 토드: 어느 잔혹한 이발사 이야기 (2007년) - 조안나 역